# Lâm Viên, Cao Hùng

Vị trí tại Cao Hùng

Lâm Viên (tiếng Trung: 林園區; bính âm: Línyuán Qū) là một khu (quận) của thành phố Cao Hùng, Trung Hoa Dân Quốc (Đài Loan). Đây là một quận ven biển và nằm ở cực nam của Cao Hùng, tiếp giáp với huyện Bình Đông. Lâm Viên có một nhà máy lọc dầu lớn nhất khu vực phía nam Đài Loan và dược xây dựng từ thập niên 1970. Diện tích của Lâm Viên là 32,2860 km², dân số vào tháng 8 năm 2011 là 70.292 người thuộc 24.342 hộ gia đình, mật độ cư trú đạt 2177,2 người/km².